# Primera División de baloncesto 1969-70
La temporada 1969-70 de la Liga Española de Baloncesto fue la decimocuarta edición de dicha competición. La formaron doce equipos equipos en un único grupo, jugando todos contra todos a doble vuelta. Los dos últimos clasificados descendían directamente a Segunda División, mientras que los puestos 9 y 10 disputaron una liguilla de promoción junto al tercero y cuarto de la Segunda División, para determinar qué dos equipos jugarían la temporada siguiente en la máxima categoría. Comenzó el 2 de noviembre de 1969 y finalizó el 19 de abril de 1970. El campeón fue por duodécima vez el Real Madrid CF.

## Equipos participantes
| Equipo                 | Sede                   |
| ---------------------- | ---------------------- |
| FC Barcelona           | Barcelona              |
| Real Madrid CF         | Madrid                 |
| SD Kas Vitoria         | Vitoria                |
| CD Mataró              | Mataró                 |
| Club Juventud          | Badalona               |
| Atlético San Sebastián | San Sebastián          |
| CB Estudiantes         | Madrid                 |
| CB San José Irpen      | Badalona               |
| Club Águilas           | Bilbao                 |
| RCD Español            | Barcelona              |
| Picadero JC            | Barcelona              |
| RC Náutico             | Santa Cruz de Tenerife |

## Clasificación
| Pos. | Equipo                 | Pts. | PJ | G  | E | P  | GF   | GC   | Dif. | Clasificación o descenso             |
| ---- | ---------------------- | ---- | -- | -- | - | -- | ---- | ---- | ---- | ------------------------------------ |
| 1    | Real Madrid (C)        | 57   | 22 | 19 | 0 | 3  | 2082 | 1601 | +481 | Clasificado para la Copa de Europa   |
| 2    | Picadero Damm          | 55   | 22 | 18 | 1 | 3  | 1778 | 1532 | +246 |                                      |
| 3    | Juventud Nerva         | 52   | 22 | 17 | 1 | 4  | 1887 | 1545 | +342 | Clasificado para la Recopa de Europa |
| 4    | Kas                    | 42   | 22 | 14 | 0 | 8  | 1660 | 1548 | +112 |                                      |
| 5    | Estudiantes            | 34   | 22 | 11 | 1 | 10 | 1727 | 1597 | +130 |                                      |
| 6    | Barcelona              | 33   | 22 | 11 | 0 | 11 | 1664 | 1550 | +114 |                                      |
| 7    | San José Irpen         | 30   | 22 | 10 | 0 | 12 | 1729 | 1765 | −36  |                                      |
| 8    | Mataró Molfort's       | 27   | 22 | 9  | 0 | 13 | 1686 | 1743 | −57  |                                      |
| 9    | Águilas Schweppes      | 24   | 22 | 8  | 0 | 14 | 1459 | 1692 | −233 | Promoción de descenso                |
| 10   | Náutico                | 18   | 22 | 6  | 0 | 16 | 1244 | 1701 | −457 | Promoción de descenso                |
| 11   | Atlético San Sebastián | 12   | 22 | 4  | 0 | 18 | 1395 | 1671 | −276 | Descenso                             |
| 12   | Español                | 10   | 22 | 3  | 1 | 18 | 1495 | 1861 | −366 | Descenso                             |

 Fuente: Linguasport
| Campeón 1969-70 |
| --------------- |
| Real Madrid     |

## Promoción de descenso
| Equipo 1            | Agr.    | Equipo 2           | Ida   | Vuelta |
| ------------------- | ------- | ------------------ | ----- | ------ |
| Club Águilas Bilbao | 143–139 | Club Fiber Urcelay | 75–74 | 68–65  |
| UDR Pineda          | 150–164 | RC Náutico         | 88–83 | 62–81  |

## Máximos anotadores
| Pos. | Nombre              | Equipo | Puntos |
| ---- | ------------------- | ------ | ------ |
| 1.   | Charles Thomas      | SJO    | 529    |
| 2.   | Norman Carmichael   | FCB    | 517    |
| 3.   | Lorenzo Alocén      | PIC    | 466    |
| 4.   | Clifford Luyk       | RMA    | 464    |
| 5.   | José Luis Martínez  | MAT    | 421    |
| 6.   | José Luis Sagi-Vela | KAS    | 408    |
| 7.   | Emiliano Rodríguez  | RMA    | 394    |